# Kepler-452
Kepler-452 is een G-klasse ster op ongeveer 1400 lichtjaar afstand van de aarde in het sterrenbeeld Cygnus. Het heeft een vergelijkbare temperatuur als de zon, maar is 20 procent helderder, 3,7 procent zwaarder en heeft een 11 procent grotere diameter. De zwaartekracht is 4,32 ± 0,09 cgs. De ster is ook 1,5 miljard jaar ouder dan de zon, met een leeftijd van ongeveer zes miljard jaar. Daarom is ze in een verder stadium in haar ontwikkeling, maar blijft in de hoofdreeks.
Het heeft minstens één bevestigde exoplaneet, Kepler-452b, ontdekt in 2015, toen astronomen oude data van de Kepler-ruimtesonde bekeken.